# Stephanie Beacham
Stephanie Beacham, född 28 februari 1947 i Barnet i London, är en brittisk skådespelare. Hennes smeknamn är "Glamma". Stephanie Beacham har både medverkat i filmer och TV, och hon spelar även teater. Hon har varit gift med John McEnery och har två döttrar. TV-publiken känner igen henne som kusin till "Alexis Carrington" (Joan Collins) i TV-serien "Dynastin" där hon spelade  "Sable Colby" mellan åren 1985 och 1989.
Beacham är helt döv på höger öra och har nedsatt hörsel på vänster.